# Doppeldenk
Doppeldenk (engl. doublethink; in älteren Übersetzungen: Zwiedenken) ist ein Neusprech-Begriff aus dem dystopischen Roman 1984 von George Orwell und beschreibt eine Art widersprüchlichen Denkens, von dem gesagt wird, dass zu seinem Verständnis Doppeldenk selbst die Voraussetzung bilde. Durch dieses propagierte Denken, bei dem zwei widersprüchliche oder sich gegenseitig ausschließende Überzeugungen aufrechtzuerhalten und beide zu akzeptieren sind, setzt die herrschende Kaste die Gesetze der Logik außer Kraft. Dadurch wird das Denken der Parteimitglieder schwammig und in Zweideutigkeit gehalten, wodurch schnelle Kurswechsel des Regimes auf eigentümliche Weise  sofort akzeptiert werden können, auch wenn es sich dabei um das genaue Gegenteil der zuvor noch „gültigen Wahrheit“ handelt, etwa bei abrupten Wechseln der Feindbilder oder der politischen Losungen.
Das schließt mit ein: Absichtlich Lügen zu erzählen und aufrichtig an sie zu glauben; jede beliebige Tatsache zu vergessen, die unbequem geworden ist, und dann, falls es wieder nötig ist, sie aus der Vergessenheit zurückzuholen; so lange wie nötig die Existenz einer objektiven Realität zu leugnen und gleichzeitig die Realität zu akzeptieren, die man verleugnet.

## Staatliche Realitätskontrolle
Wie Orwell in 1984 erklärt, könnte die Partei ihre unnachgiebige Kontrolle über die Macht nicht erhalten, ohne deren Bevölkerung psychisch zu schädigen und sie permanenter Propaganda auszusetzen. Und doch könnte das Erkennen dieser Unmenschlichkeit und Täuschung, selbst innerhalb der Partei, als Folge der allgemeinen Empörung zu einer Implosion der Staatsstruktur führen. Aus diesem Grund verwendet die perfektionierte Regierungsform nach Orwells Vorstellung ein komplexes System der Realitätskontrolle. Obwohl der Roman hauptsächlich für die totale Überwachung des Alltags bekannt ist, wurden die Menschen in erster Linie durch diese kognitive Realitätskontrolle in Schach gehalten. Realitätskontrolle bedeutete die Fähigkeit, die Bevölkerung durch die Veränderung alltäglichen Sprechens und Denkens zu kontrollieren und manipulieren. Neusprech war die Methode, das Denken über die Sprache zu kontrollieren. Doppeldenk war die Methode, das Denken unmittelbar zu manipulieren.
Doppeldenk war eine Art von konditionierter, absichtlicher Verneinung innerer Widersprüche der vorherrschenden Staatsideologie. Im Fall von Winston Smith, Orwells Protagonist, bedeutete dies im Ministerium für Wahrheit zu arbeiten, potenziell subversive Daten im Staatsarchiv zu löschen, und dann wirklich an die neue Version glauben zu können, die er selbst verfasst hatte.

## Selbsttäuschung durch Realitätsverschiebung
Infolge des Doppeldenks war die Partei nicht nur in der Lage, ihre eigene Bevölkerung militärisch zu terrorisieren und ihre Staatsbürger davon zu überzeugen, die Angriffe seien vom Feind veranlasst worden, sondern auch sämtliche Parteimitglieder, selbst diejenigen, die die Angriffe befohlen hatten, waren in der Lage zu glauben, dass die terroristischen Angriffe von außerhalb gesteuert worden waren. Außerdem erlaubte das Doppeldenk der Partei großartige Zielvorstellungen und eine realistische Erwartungshaltung gleichermaßen aufrechtzuerhalten:

„Wenn man herrschen will, so muss man fähig sein, seinen Realitätsbezug zu verschieben, denn das Geheimnis von Herrschaft besteht darin, an seine eigene Unfehlbarkeit zu glauben, und dies zu verbinden mit der Fähigkeit aus gemachten Fehlern zu lernen.“

Auf diese Weise konnte jedes Parteimitglied eine glaubwürdige Schachfigur sein, ohne je in Ermangelung relevanten Wissens zu sein. Die Partei ist sowohl fanatisch als auch gut informiert und würde deshalb kaum stagnieren oder verweichlichen und kollabieren. Das „Töten des Kuriers“ kann die Kommando- und Kontrollstruktur konventioneller totalitärer Machtapparate stören, würde sich aber in einem derartigen System nicht auswirken. Das Doppeldenk funktionierte also als Schlüsselwerkzeug der Parteidisziplin, zur Staatspropaganda und als Ergänzung zum Polizeiapparat. Zusammen vermochten es diese Werkzeuge die staatliche Bösartigkeit nicht nur vor der Bevölkerung zu verbergen, sondern auch vor der Regierung selbst, jedoch ohne die Konfusion und Desinformation, die mit primitiveren totalitären Regimes in Verbindung gebracht werden. Das Doppeldenk war wesentlich für die Fähigkeit der Parteimitglieder, die wahren Absichten der Partei erkennen zu können, ohne vor diesen Absichten schuldbewusst zurückzuschrecken.

## Begriffsgeschichte
Orwell kritisierte als Kolumnist der Zeitung Tribune seit den späten 1930er Jahren die häufig wechselnden Positionen der englischen Intellektuellen gegenüber der damaligen Sowjetunion. In dem mehrseitigen Beitrag In Front of Your Nose fasste er im März 1946 an zeitgenössischen Beispielen wesentliche Merkmale des Doppeldenkens zusammen, verwendete aber dieses Kunstwort noch nicht: „Medically, I believe, this manner of thinking is called schizophrenia: at any rate, it is the power of holding simultaneously two beliefs which cancel out. Closely  allied to it is the power of ignoring facts which are obvious and unalterable, and which will have to be faced sooner or later. It is especially in our political thinking that these vices flourish.“

## Psychotherapie und kognitive Dissonanz
Im Verlaufe der Jahre, seit der Publikation von 1984, wurde der Begriff des Doppeldenks zum Synonym der psychischen Entlastung, die durch das einfache Ignorieren des Widerspruchs zweier Sichtweisen erfolgt (siehe auch: kognitive Dissonanz). Einige psychotherapeutische Schulen, wie die Kognitive Verhaltenstherapie, ermutigen die Patienten zur Modifikation ihres Denkens, um unterschiedliche psychische Störungen zu therapieren, die durch das Ignorieren von Widersprüchen aufrechterhalten werden (siehe auch: kognitive Verzerrung).